# 堤義明
堤義明（日语：／ Tsutsumi Yoshiaki，1934年5月29日—）日本商人，原西武鐵道集團負責人。曾在1990年以200億美元的資產，被美國《福布斯》雜誌兩次評為世界首富，曾在20年期間購買了日本1/6的土地。堤義明的父親堤康次郎創立了西武集團，是自民黨的元老人物，曾擔任過眾議院議長。堤康次郎有3個妻子，堤義明是第三個妻子所生。

## 生平
父親堤康次郎在長野縣輕井澤買下大量廉價土地，要他在冬天將游客吸引到那裏。堤義明在輕井澤開設了一個滑冰場，取得巨大成功。隨後又開設滑雪場和王子飯店，使輕井澤成為夏天避暑、冬天滑雪的去處。堤義明展露出的商業頭腦使得父親刮目相看，將主要家業留給了非婚生子堤義明（也有嫡子堤清二的左派立場和父親不合等因素）。1964年，堤義明正式接管西武集團。1965年，堤康次郎因病去世，未滿30歲的堤義明成為西武集團的最高掌權者。
堤康次利用日本1964年擧辦東京奧運會的機會，進軍飯店業。西武集團的第一大飯店——東京王子大飯店在奧運會擧辦的當年正式開業，並且開張大吉，門庭若市，大為贏利。
1972年堤義明旗下的高輪王子大飯店正式開業，是在原有基礎上改建和擴建成為西武集團的第二家王子級的大飯店，但是收益欠佳。儘管如此堤義明仍然沒有放棄飯店業，1978年2月在改建西武新宿車站旁，修建新宿王子大飯店，新宿王子大飯店一開張就生意興隆獲利極佳。
1975年決定堤義明退出地產業，轉向休閒、觀光為主的服務業。他開始選擇風景優美、交通便利之處，購置大片土地、進行大規模、綜合性開發，興建飯店、及周邊娛樂設施，讓該處成為旅遊觀光勝地。第一個開發處是東京地區的品川地區，將現有品川王子大飯店附近增建溜冰場、滑雪場娛樂設施，使得飯店效益大增，索尼公司總裁盛田昭夫出國談生意前都要到品川王子大飯店來放鬆一下，成為一批固定的知名客戶。
之後又在其他旅遊度假聖地，實施綜合開發，開發的過程堤義明秉持著「一定以當地人民利益為出發點」、「絕不插手當地政治」、「造福當地」的原則，為開發地的繁榮發展貢獻良多，樹立很好的商業形象。
1979年堤義明看中具有普及、刺激和冒險的棒球項目，收購「獅子」棒球隊。把這支隊伍照企業經營，接手的第一年，西武獅子隊場場輸球。到了第2年、第3年就躍升為第4名，1983年榮登日本職業棒球聯賽的總冠軍。又加強球場經營建立「球場特色」，強調『服務質量第一』。紀念品銷售每年達30億～40億日元，是銷售量居第2位的10倍。隨後又在網球、滑雪等體育項目上耕耘，成為日本體育界的巨擘，曾任日本體育協會副會長，並代表日本體育協會出席奧運會。

## 管理特色
- 堤義明畢業於日本早稻田大學，卻認為文憑只是一張廢紙。
- 推崇荀子“人性惡”說，他曾說：「我的成功來自兩個人，一個是我的父親，另一個是中國哲學家荀子。如果說堤康次郎是我的父親，那麼荀子就是我的教父。」
- 經營“寧用奴才不用人才。”他認爲聰明的人往往欲望强烈不安于現狀，而平凡的人容易在工作中得到滿足。
- 提拔下級時，他一定要先見見下級的妻子兒女。
- 他的原則是「看人看三年」，不到三年不做評價。
- 堤義明絕對不開除員工，要求員工忠誠。員工應該把重心放在如何忠實地公司旨意做事，勝過發揮才能。
- 「感激和奉獻」是堤義明從父親那裡繼承的西武社旨，不僅要求員工如此對待顧客，也希望這是員工對公司的感情。

## 違法持股判刑
2005年3月3日堤義明因虛報母公司持股比例而被捕，10月判入獄30個月罰款500萬日元（緩刑4年）。 日本證券管理規定大股東最高不能擁有超過80%的股份。西武鐵道的控股公司「國土公司」掌握著88.6%的股份，公眾股只有11.4%。為了規避法規限制以1,200個人的名字假報股東。在得悉年報偽造即將曝光前，秘密通知關聯公司購買西武鐵道股票降低自身持股，保持上市資格。因涉嫌操縱公司股票，市價1572億日元的西武鐵道在沒有任何虧損下，被東京證券交易所罰出了證券交易市場，兩位涉嫌高層先後自殺。堤義明說：「我們40年來一直是這麼做的，法律變了，怎麼能讓我們負責呢？」日本股市長期流行這種借用他人名義的慣用手法。據日本金融廳（FSA）的一項調查發現，在4547家日本上市公司中，456家公司已承認發佈誤導報表，多數與大股東的持股規模有關。
2016年2月，堤義明將自己持有的自家管理公司NW會社的股份全額轉讓給西武控股，並賣出所持有的所有西武控股的股票，至此堤義明不持有任何西武控股的股份。西武控股在假賬事件後對一般股東共作出了309億日元的賠償，而此次轉讓的股份總價值約為255億日元。

## 個人風格
堤義明年輕得志，後來更為傲慢，身邊多為唯諾阿諛之人，缺乏智囊兼執行長人才。堤義明認為聰明的人往往慾望強烈不安於現狀，而平凡的人容易在工作中得到滿足，他「寧用奴才不用人才。」一切公司的經營發展策略全由他全權決定，其他高層人員只要按指示去辦就行。獨斷專行的風格使他得「西武王國的天皇」的稱號。他專橫獨裁、家長式的統治導致他觸犯法律、牽連西武集團陷入重大危機。
堤義明繼承他父親及堤氏家族好色特性，男女關係從偶像明星、美女秘書、酒店公關到奧運選手都有。
堤義明以小氣出名，皮鞋破了也不換新，就貼膠帶補一補，要求身邊的人仿效。有一次視察自己一家飯店，指示經理將糖包由八公克減為六公克。他曾說：「如果有人不是很餓，還盛了一整碗的飯，吃不完放在盤子上被我看到，他准完蛋。」

## 評價
- 松下幸之助曾讚譽：「堤義明君是集創業與守業於一身的第二代，他身上所特有的帝王素質，如果是在古代，他就是中國唐太宗那樣的盛世明君！是中興之祖！」
- 索尼的創始人盛田昭夫也曾說：「當今日本年輕的企業家中，沒有多少人可以像堤義明那樣有膽識，有才華，有決斷力。」還感嘆：「既生瑜，何生亮，我的最大不幸，就是我與堤義明生於同代。」